# Kamari

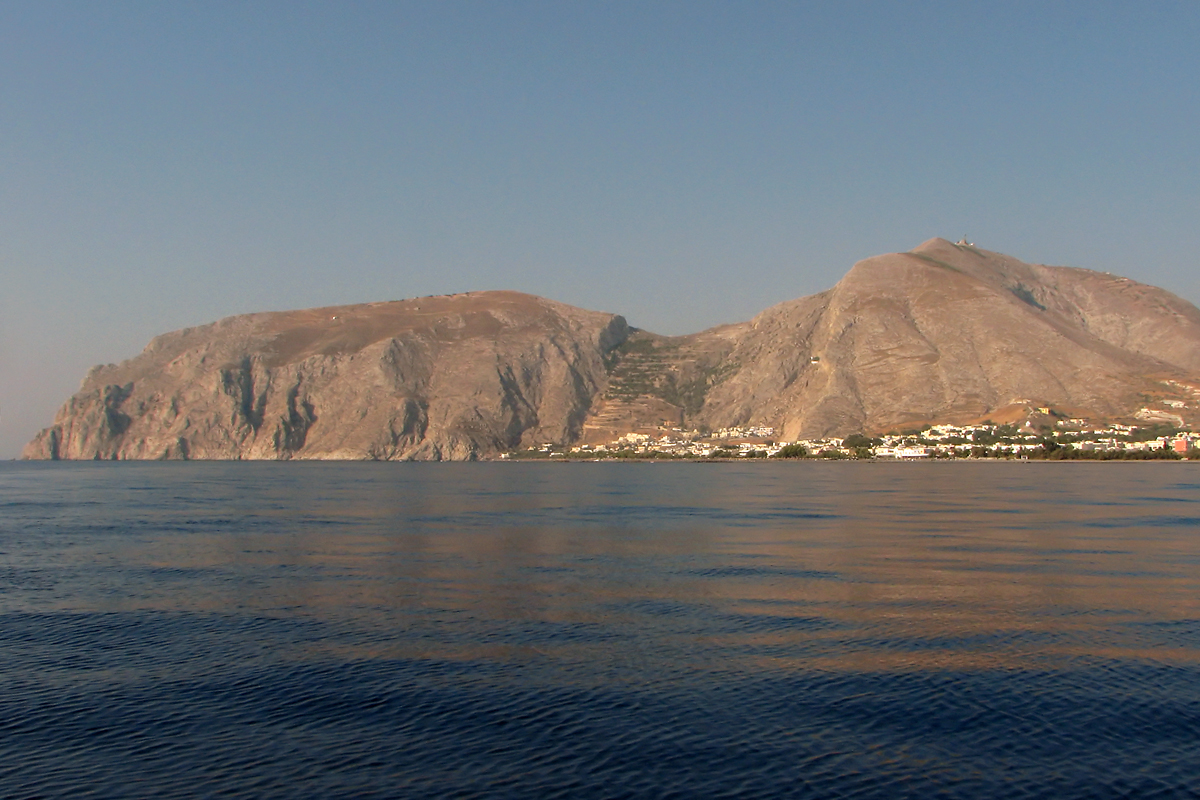
Kamari fotografiat de pe mare.

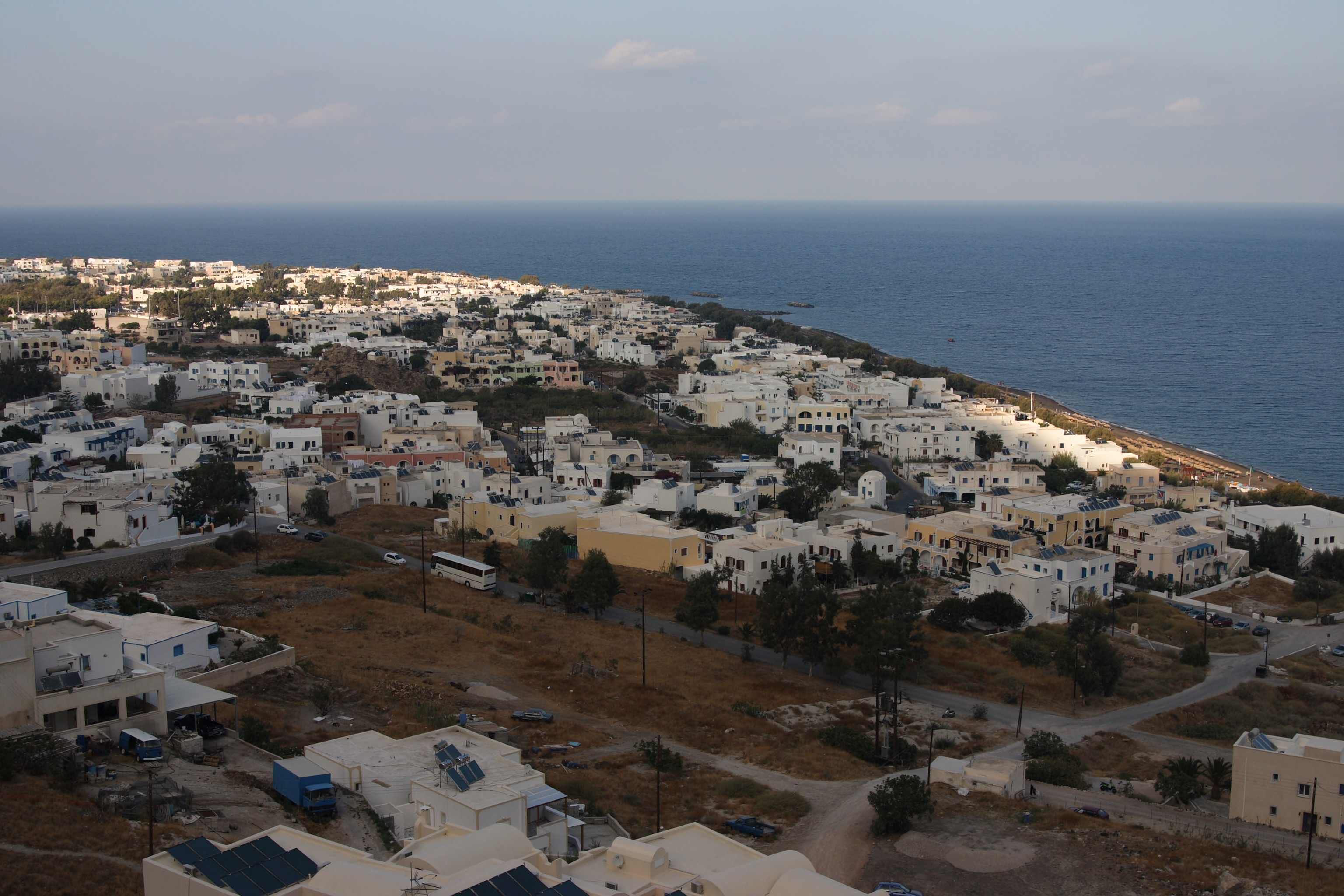
Privire de ansamblu deasupra orașului Kamari.

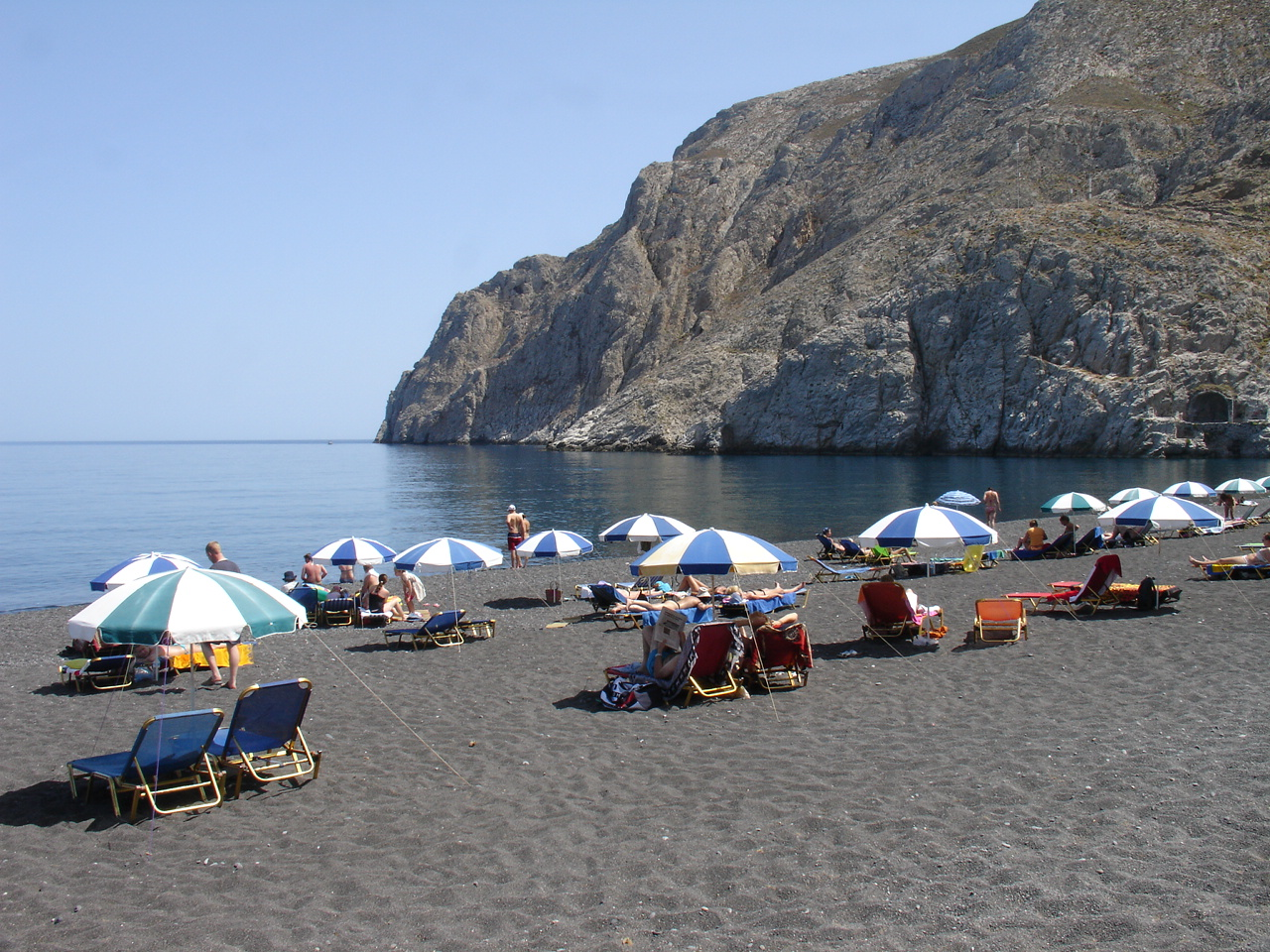
Plaja Kamari.

Kamari ( greacă Καμάρι    ) este un sat de coastă în partea de sud-est a insulei Aegean Santorini, Grecia, în arhipelagul Ciclade, cu o populație de cca. 1800 de oameni conform recensământului din 2001. Este parte a municipiului Thira și este situată la aproximativ 8 km distanță de capitala insulei Fira . Kamari a fost construit de locuitorii satului din apropiere ,,Episkopi Gonias".
În 2002, un sanctuar arhaic dedicat lui Ahile a fost descoperit în Kamari. 